# Es Niu des Corbs
Es Nius des Corbs és una vénda de la parròquia de Sant Joan Baptista, al municipi de Sant Joan de Labritja, a Eivissa.